# Saint-Pol-sur-Ternoise
Saint-Pol-sur-Ternoise (Oudnederlands, mogelijk : Sint-Pols-aan-de-Ternas) is een gemeente in het Franse departement Pas-de-Calais (regio Hauts-de-France). De plaats maakt deel uit van het arrondissement Atrecht. Het is gelegen, zoals de naam al aangeeft, aan het riviertje de Ternoise in dezelfde streek. Dit riviertje werd in het Oudnederlands Ternas genoemd en hiervan is de huidige verfranste naam afgeleid. Saint-Pol-sur-Ternoise telde op 1 januari 2022 4.759 inwoners.

## Geografie
De oppervlakte van Saint-Pol-sur-Ternoise bedroeg op 1 januari 2022 8,24 vierkante kilometer; de bevolkingsdichtheid was toen 577,5 inwoners per km².

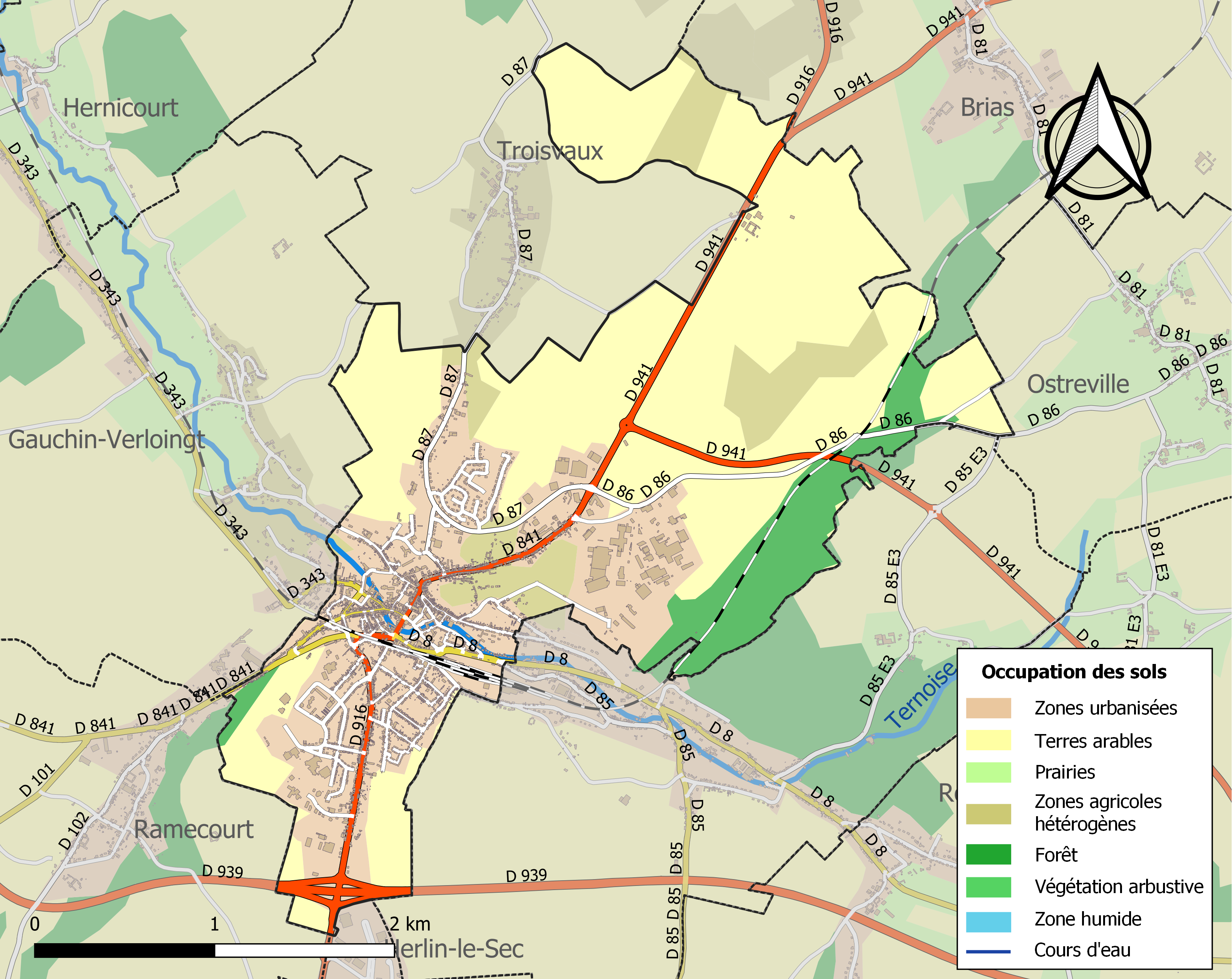
Kaart van de gemeente met belangrijkste infrastructuur, bodemgebruik en omliggende gemeenten

## Geschiedenis
Ternaasland (Frans: Ternois) was een gouw die deel uitmaakte van de pagus Flandrensis (Vlaanderen), samen met de graafschappen van Brugge, Waas, Gent, de Mepsegouw, het Boonse en Artesië. De Latijnse naam was pagus Taruanensis, Taroanensis, Tervanensis of in het Nederlands Land van Terwaan. Later werd de naam alleen nog gebruikt voor het zuidoostelijke deel, het graafschap Saint-Pol rond Saint-Pol-sur-Ternoise. De voornaamste steden zijn Hesdin (Heusden) en Montreuil-sur-Mer (Monsterole).
Het gebied hing lange tijd af van de graafschap Vlaanderen, en bleef vervolgens van het begin van de 11e eeuw tot op het einde van de 12e eeuw in handen van de familie Campdavaine, ging nadien over op het huis Châtillon en het huis Luxemburg.
De bekendste graaf was Lodewijk van Saint-Pol, (le connétable de Saint-Pol). Hij werd door Karel de Stoute uitgeleverd aan Lodewijk XI van Frankrijk, die hem in 1475 liet onthoofden voor hoogverraad. Keizer Karel V liet de stad vernielen in 1537.
Het graafschap kwam bij Frankrijk in 1659 door het Verdrag van de Pyreneeën.

## Verkeer en vervoer
In de gemeente ligt spoorwegstation Saint-Pol-sur-Ternoise.

## Demografie
Onderstaande figuur toont het verloop van het inwonertal (bron: INSEE-tellingen).

## Foto's

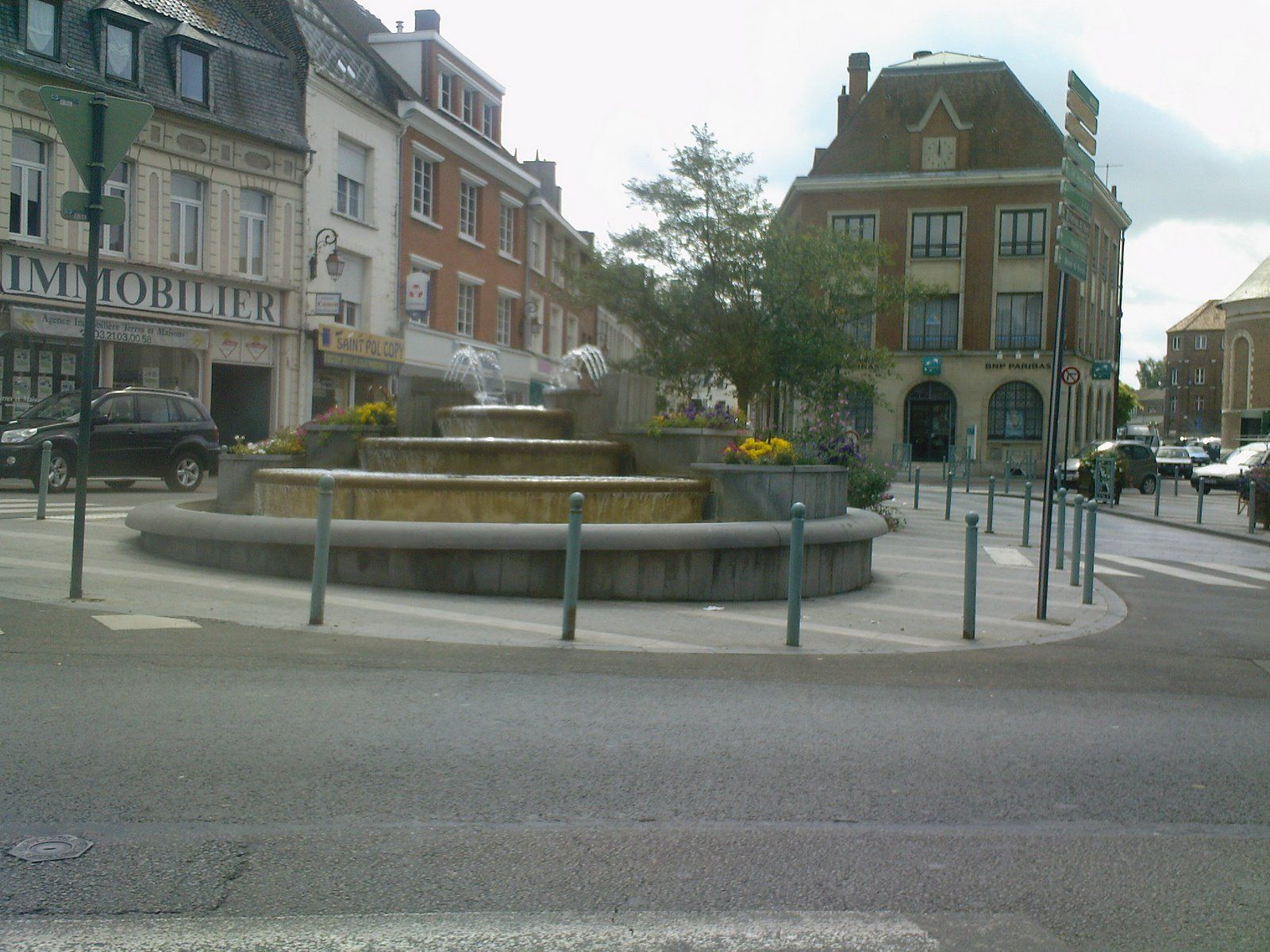
Centrum
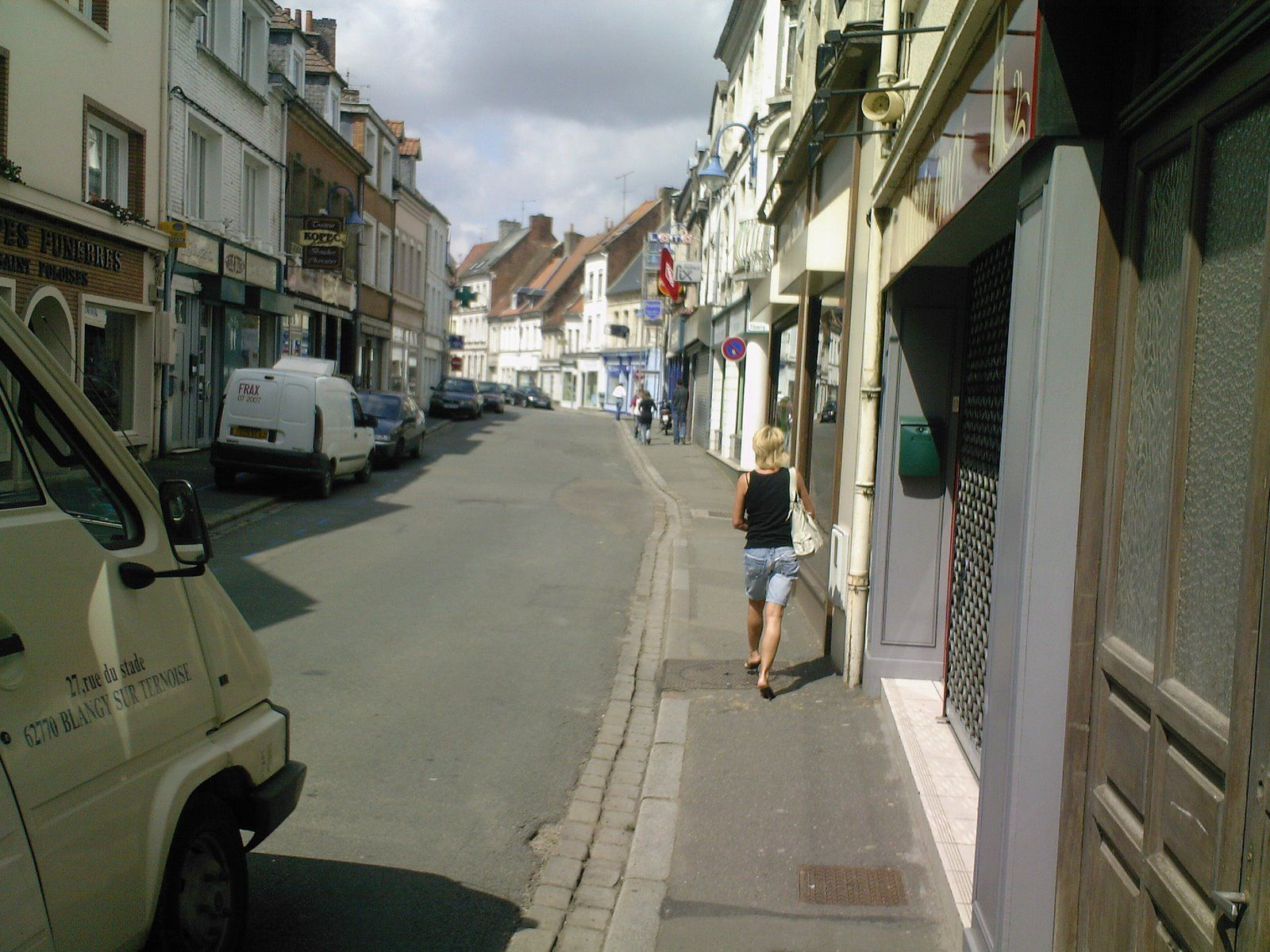
Centrum

## Geboren
- Jean Wadoux (1942), atleet